# Megalidia elongata
Megalidia elongata  (лат.) — вид прыгающих насекомых из семейства цикадок (Cicadellidae) трибы Coelidiini. Единственный представитель рода Megalidia.
Встречаются в Южной Америке. Длина 7 мм. Скутеллюм крупный, его длина больше длины пронотума. Голова крупная, отчётливо уже пронотума; лоб широкий и короткий. Глаза относительно крупные, глаза полушаровидные; оцеллии мелкие. Клипеус узкий и длинный. Эдеагус асимметричный, длинный; стилус очень длинный. Сходны по габитусу с Gicrantus, отличаясь деталями строения гениталий. Род включают в состав подсемейства Coelidiinae.